# Gustav Weder
Gustav Weder (Diepoldsau, 2 agosto 1961) è un bobbista svizzero.

## Biografia
Ai XVI Giochi olimpici invernali (edizione disputatasi nel 1992 a Albertville, Francia) vinse la medaglia di bronzo nel Bob a quattro con i connazionali Donat Acklin, Lorenz Schindelholz e Curdin Morell, partecipando per la nazionale svizzera, venendo superate da quella tedesca e austriaca.
Il tempo totalizzato fu di 3:53,92, con un distacco leggero dalle prime classificate, 3:53,90 e 3:53,92 i loro tempi. Vinse la medaglia d'oro nel bob a due con Donat Acklin stabilendo un tempo di 4:03,26
Ai XVII Giochi olimpici invernali bissò il successo ottenuto le olimpiadi scorse, vincendo una medaglia d'oro nel bob a due in coppia con Donat Acklin con 3:37,24 e una medaglia d'argento nel bob a quattro con Donat Acklin, Kurt Meier e Domenico Semeraro con un tempo di 3:27,84 
Inoltre ai campionati mondiali vinse numerose medaglie:
- nel 1989, oro nel bob a quattro con Curdin Morell, Bruno Gerber e Lorenz Schindelholz,[4] argento nel bob a due;[5]
- nel 1990, oro nel bob a due e oro nel bob a quattro con Bruno Gerber, Lorenz Schindelholz e Curdin Morell;
- nel 1991, argento nel bob a due e argento nel bob a quattro con Bruno Gerber, Lorenz Schindelholz e Gerhard Haidacher;
- nel 1993, argento nel bob a due e oro nel bob a quattro con Donat Acklin, Kurt Meier e Domenico Semeraro.